# Tarik Bouguetaïb
Tarik Bouguetaïb, född den 30 april 1981 i Casablanca, är en marockansk friidrottare som tävlar i längdhopp och tresteg. 
Bouguetaïb främsta merit kom vid afrikanska mästerskapen 2006 då han vann guldet i tresteg. Året efter noterade han 17,37 vid en tävling i Khémisset vilket innebar ett nytt afrikanskt rekord i tresteg. 
Han har deltagit i två olympiska spel. Vid Olympiska sommarspelen 2004 tog han sig inte vidare till finalen i längdhopp. Samma öde gick han till mötes vid Olympiska sommarspelen 2008 även då i längdhopp. Både vid VM 2005 och 2007 tävlade han i tresteg men misslyckades båda gångerna att kvalificera sig till finalen.

## Personliga rekord
- Längdhopp - 8,22 meter från 2008
- Tresteg - 17,37 meter från 2007